# Přední skála
Přední skála je přírodní památka poblíž obce Cejle v okrese Jihlava v nadmořské výšce 658–714 metrů. Oblast spravuje Krajský úřad Kraje Vysočina. Důvodem ochrany je zachování geologické a geomorfologické pozoruhodnosti se zbytky smíšeného lesního porostu. Přírodní památka se nachází v prostoru bočního jižního vrcholu a jihozápadního svahu stejnojmenného 714 metrů vysokého vrchu geomorfologicky spadajícího do celku Křemešnická vrchovina, podcelku Humpolecká vrchovina a okrsku Čeřínecká vrchovina.

## Galerie

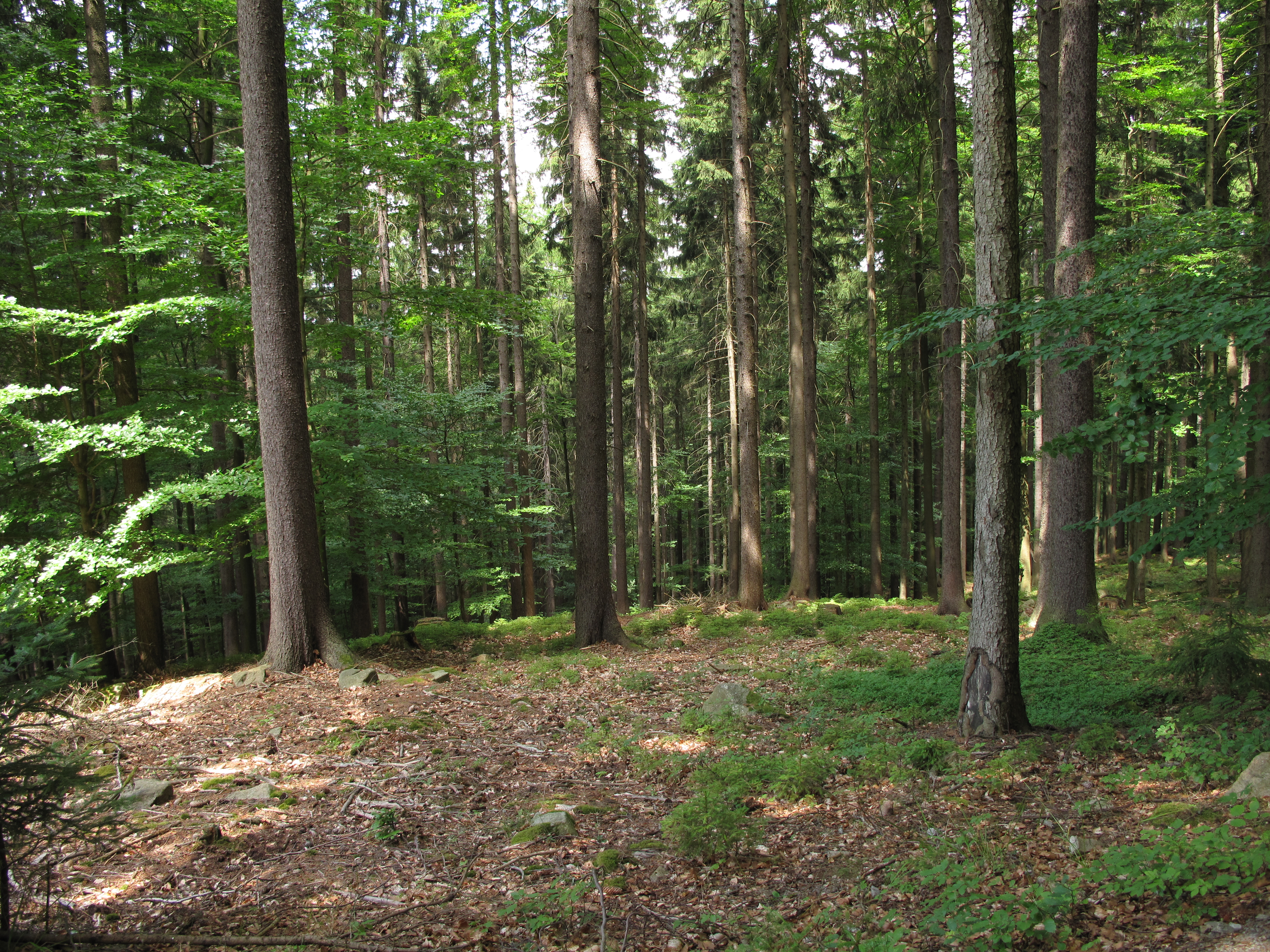
Spodní část
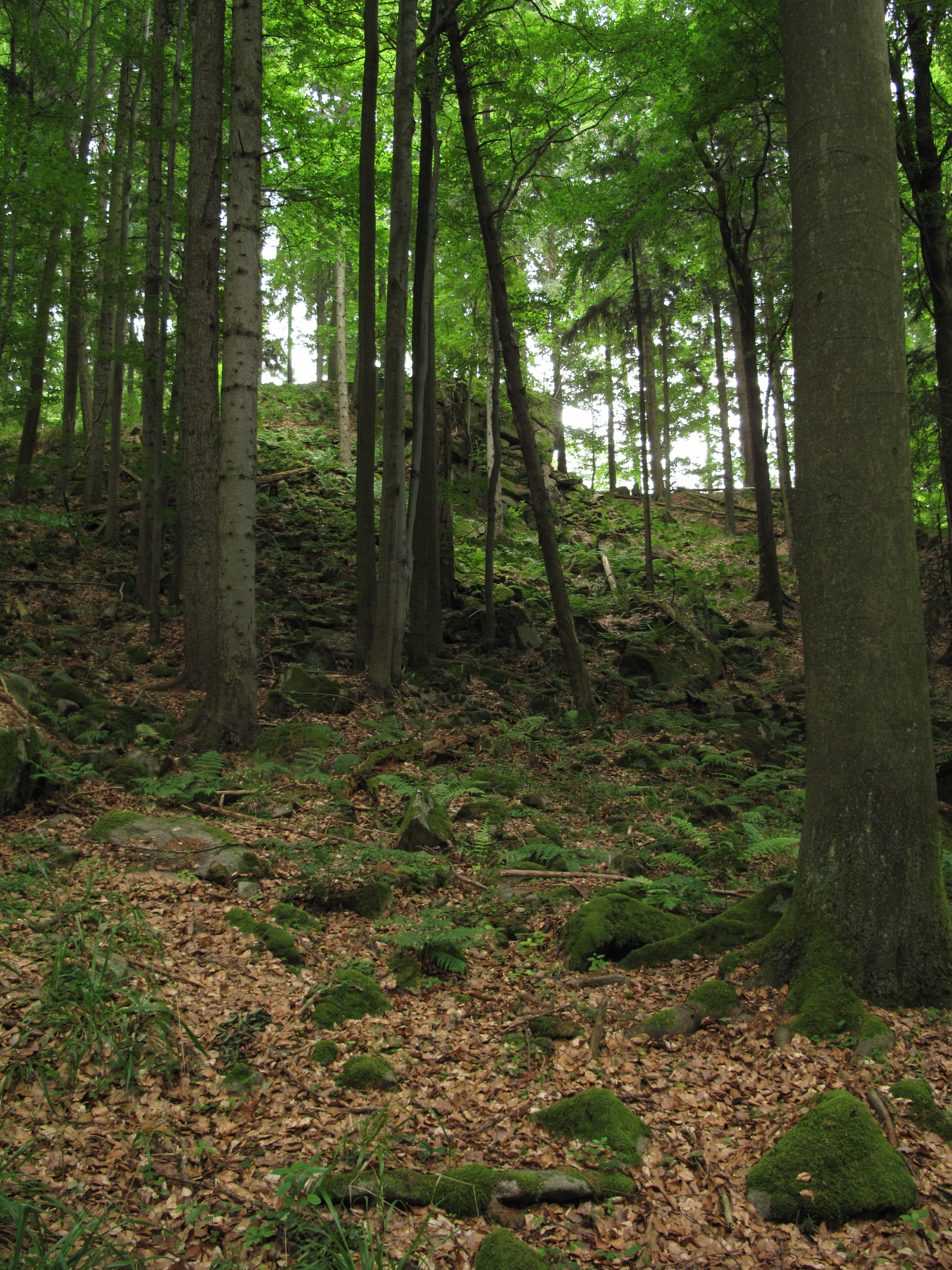
Skály
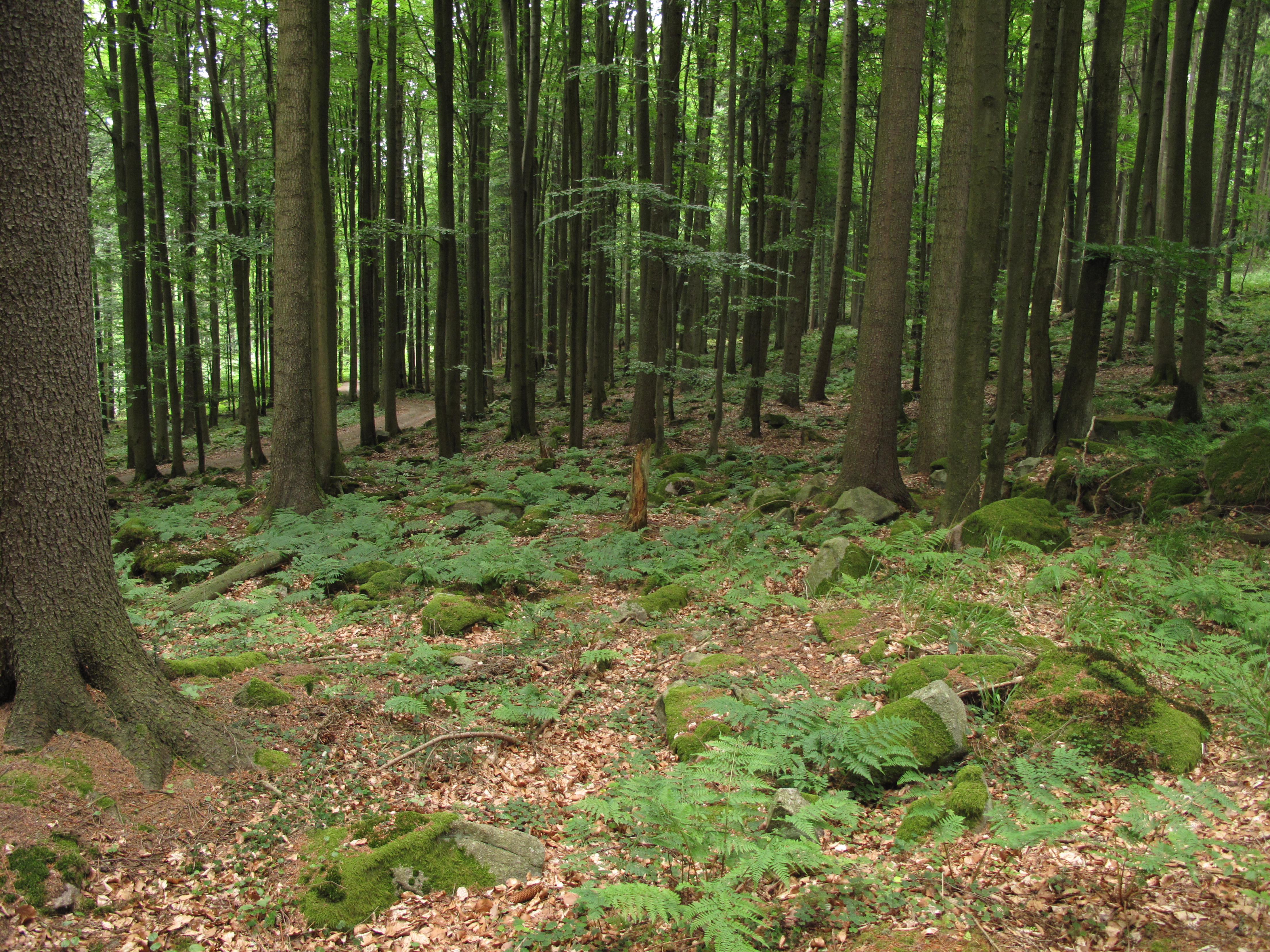
Bučina
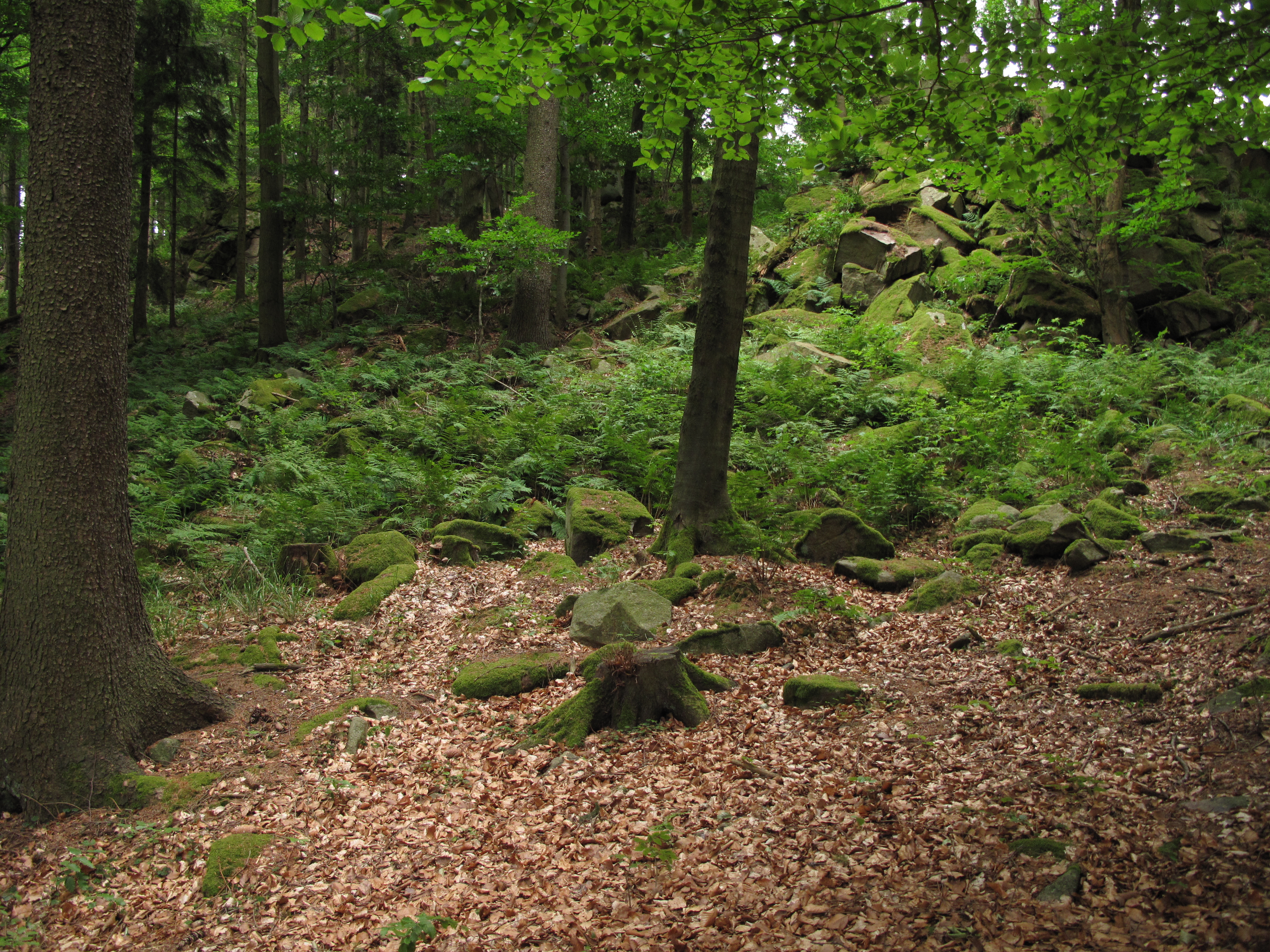
Kamenné pole